# Nationaal park Cotopaxi
Het Nationaal park Cotopaxi is een nationaal park in Ecuador. Het is 33,393 hectare groot en omvat de stratovulkaan Cotopaxi en het gebied daar omheen.

## Etymologie
De naam Cotopaxi (kōtōpä´ksē) komt uit het Quechua en betekent zoveel als "gladde nek van de maan".

## Geografie
Het nationaal park omvat naast de Cotopaxivulkaan ook de vulkanen Rumiñawi en Sincholagua. Het gebied ligt in de Andes en heeft een maximale hoogte van 5.897 meter.

## Flora en fauna
Het park wordt gekenmerkt door vegetatie als grassen en heidevelden. Er is nog maar weinig bebossing, die is verdwenen door brand of heeft plaatsgemaakt voor grassen. Onder de zoogdieren die in Cotopaxi leven, bevinden zich Zuid-Amerikaanse kameelachtigen zoals de lama, evenals wilde konijnen en kuddes wilde paarden in de noordelijke en oostelijke delen van het park. Er leven ook diersoorten die alleen op het Amerikaans continent voorkomen zoals witstaartherten, brilberen, poema's, bruine spiesherten, Amazone-varkenssnuitskunken, opossums en de langstaartwezel.